# كلورات الفضة
 كلورات الفضة مركب كيميائي له الصيغة AgClO3، ويكون على شكل بلورات بيضاء.

## الخواص
- مركب كلورات الفضة منحل في الماء كأغلب أملاح الكلورات.
- البنية البلورية لمركب كلورات الفضة تتبع النظام البلوري الرباعي في الدرجة العادية من الحرارة، وتكون المجموعة الفراغية لها I4/m. برفع درجة الحرارة يحدث تغير في النية وتتحول من النظام البلوري الرباعي إلى النظام المكعب عند الدرجة 139°س.[3]

## التحضير
يحضر مركب كلورات الفضة من تفاعل كلورات الصوديوم مع نترات الفضة حسب تفاعل الاستبدال التالي.
NaClO3 + AgNO3 → AgClO3 + NaNO3
أو بالتحليل الكهربائي لمحلول مركز من كلوريد الفضة لا يحتوي على غشاء

## الاستخدامات
يستخدم كحفاز في كلورة حلقة البنزين 

## وصلات خارجية
- بيانات السلامة للمركب